# Atrás do Porto Tem uma Cidade
| Оценки критиков | Оценки критиков |
| Источник        | Оценка          |
| --------------- | --------------- |
| Allmusic        | [ 2 ]           |

Atrás do Porto Tem uma Cidade — третий студийный альбом бразильской рок-певицы Риты Ли и первый с группой Tutti Frutti , выпущенный в июне 1974 года.

## Список композиций
Сведения взяты из Spotify.
Слова и музыка всех песен — Риты Ли, кроме отмеченных.
| №  | Название             | Автор(ы)                                    | Длительность |
| -- | -------------------- | ------------------------------------------- | ------------ |
| 1. | «De Pés no Chão»     |                                             | 2:19         |
| 2. | «Yo No Creo Pero...» | Ли Маркуччи / Луис Серхио Карлини / Рита Ли | 3:49         |
| 3. | «Tratos à Bola»      | Ли Маркуччи / Луис Серхио Карлини / Рита Ли | 3:25         |
| 4. | «Menino Bonito»      |                                             | 2:46         |
| 5. | «Pé de Meia»         |                                             | 2:44         |

| №                   | Название            | Автор(ы)                                    | Длительность |
| ------------------- | ------------------- | ------------------------------------------- | ------------ |
| 6.                  | «Mamãe Natureza»    |                                             | 3:55         |
| 7.                  | «Ando Jururu»       |                                             | 2:18         |
| 8.                  | «Eclipse do Cometa» |                                             | 3:53         |
| 9.                  | «Círculo Vicioso»   | Ли Маркуччи / Луис Серхио Карлини / Рита Ли | 3:10         |
| 10.                 | «...Tem uma Cidade» |                                             | 1:27         |
| Общая длительность: | Общая длительность: | Общая длительность:                         | 29:46        |

## Участники записи
- Рита Ли — вокал, клавинет, Minimoog, меллотрон, фортепиано, орган, бубен и хлопки в ладоши
- Люсинья Тернбулл[порт.] — бэк-вокал, гитара, 12-струнная гитара и хлопки
- Луис Серхио Карлини[порт.] — гитара, гавайская гитара
- Ли Маркуччи[порт.] — бас
- Мамао[порт.] — ударные
- Паулиньо Брага[порт.] — ударные
- Хуарес — тенор-саксофон
- Луис Клаудио — джазовая гитара

Дополнительный персонал
- Марко Маццола[порт.] — производство
- Tutti Frutti[англ.] — базовые аранжировки
- Ely Arco Verde (в песнях Менино Бонито и Андо Юруру) — оркестровая аранжировка